# Optato (prefeito urbano)

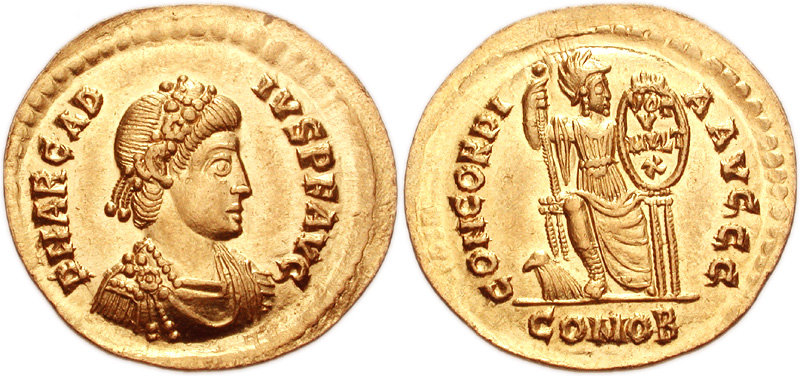
Soldo de Arcádio r.

Optato (em latim: Optatus) foi um senador romano dos séculos IV e V que esteve ativo sob os imperadores Teodósio I (r. 378–395) e Arcádio (r. 395–408). Sobrinho de Flávio Optato, foi um pagão e no começo mostrou-se desinteresse pelo aprendizado, embora movesse simpatia pela magia. Segundo Libânio, Optato procurou a morte de seus familiares através da magia. Optato foi casado com uma mulher rica de nome desconhecido e não teve filhos.
Sua primeira menção cronológica ocorre em 384, quando foi um prefeito augustal. Alguns meses no ofício, foi acusado de flagelar decuriões, o que lhe custou uma demissão e julgamento em Constantinopla, porém, através do apoio dos opositores de Clearco, foi inocentado. Em 388-390, Optato opôs-se à nomeação de Talássio, um professor-assistente de Libânio, ao senado. Em 404-405, exerceu o ofício de prefeito urbano de Constantinopla e durante seu mandato perseguiu os apoiantes de João Crisóstomo.